# Leel (Jalandhar)
Leel ist ein Dorf im Nakodar Thesil, im Distrikt Jalandhar des indischen Bundesstaates Punjab.
Leel liegt an der Nakodar-Phagwara-Straße. Der nächstgelegene Bahnhof ist die Tahli Railway Station südwestlich von Shankar. Leel hat die Postleitzahl 144042 von Shankar.
1981 hatte das Dorf 10 Einwohner, während es 1991 19 waren. 2010 hatte der Ort 21 Einwohner. Im Jahr darauf waren es 20 Einwohner, davon 11 männliche.
Die Gesamtfläche von Leel umfasst 79 Hektar.